# Thomas Leutzbach
Thomas Leutzbach (* 1963 in Karlsruhe) ist ein deutscher Hörspielregisseur.

## Leben
Thomas Leutzbach studierte in Köln Germanistik, Informatik und Philosophie. Eine Zeit lang gehörte er den Ensembles verschiedener freier Theatergruppen an, ehe er 1990 zum Hörfunk des Westdeutschen Rundfunks kam. Dort arbeitete er zunächst als Regieassistent, seit Mitte der 1990er Jahre hat er in einer Vielzahl von Hörspielproduktionen als Regisseur verantwortlich gezeichnet. Unter anderem führte er Regie bei den ersten drei vom WDR produzierten Radio-Tatorten.

## Regiearbeiten (Auswahl)
- 1995: Eine Oase – Vögel unerwünscht
- 1995: Goebbels & Guzzi. Ein Tattoo
- 1995: Der Rattenkönig
- 1996: Eine Leiche im Kofferraum
- 1996: Das Haus im Wind
- 1996: Die Pommesbude
- 1997: Des Mauren letzter Seufzer (nach dem Roman von Salman Rushdie)
- 1997: Die Nacht des Zwillings
- 1997: Die Chaos-Apostel – missa fragmentarum brechtiana
- 1998: Geisterfahrer
- 1998: Eiskalt in der Galaxis
- 1998: Waschküche
- 1999: Die Geschichte von der Schüssel und vom Löffel
- 1999: Salzburg in London
- 1999: Victorville
- 2000: Wer hat Angst vor Mutter Greul
- 2000: Wyatt Earp auf Mallorca
- 2000: Die zwölf Rothöschen
- 2001: Das Echo der Frösche
- 2001: Mittsommermord
- 2001: Der erste Schlemihl
- 2002: Die Sprache der Fledermäuse
- 2002: Ins Herz der Nacht
- 2002: Trödelladengeschichten (diverse Folgen)
- 2003: Nur ein kleiner Koffer
- 2003: Geständnisse eines Küchenchefs
- 2003: Der JFK-Komplex
- 2004: Ich und Kaminski
- 2004: Auf freien Füßen
- 2004: Das Kreuz auf dem Erlenberg
- 2005: Handbuch für den russischen Debütanten
- 2005: Canossa
- 2005: Johannes und Stachel entdecken Schätze
- 2006: Tod in Las Vegas
- 2006: Hector – Die Geiselshow
- 2006: Der Affe
- 2007: Hühner dürfen sitzen bleiben
- 2007: Die Kennedy-Münze
- 2007: Ein perfektes Leben
- 2008: Der Emir (Radio-Tatort)
- 2008: Die Tat geschieht im Radio
- 2008: Meer der Illusionen
- 2008: Johannes und Stachel drehen einen Film
- 2008: Verhandlungssache (Radio-Tatort)
- 2009: Absturz der Gladiatoren
- 2009: Knietief im Chelsea
- 2009: Staatsfeinde
- 2009: Krieg der Schatten
- 2010: Frühstück mit Stalin
- 2010: Die Wälder am Fluss
- 2010: Bunker
- 2011: Der Flüsterer
- 2011: Mia Meilenstein (6 Folgen der 1. Staffel)
- 2011: Wer tötet, handelt
- 2012: Zurück zum Beton
- 2012: Ein Tag Leben in NRW – Radio Recall
- 2012: futur III
- 2013: Glaube, Liebe, Mafia
- 2013: Manchmal sind Pilze einfach nur Pilze
- 2013: Die Spur des Bienenfressers
- 2014: Tödlich verletzt
- 2014: Hoch sollen sie leben!
- 2014: Angriff der Terror-Zombies
- 2015: Luz
- 2015: Doberschütz und das Gleichgewicht des Schreckens
- 2015: Deine Arbeit, Dein Leben – Probezeit
- 2018: Moabit

## Auszeichnungen
Das 2001 nach dem gleichnamigen Roman des schwedischen Schriftstellers Henning Mankell produzierte Hörspiel Mittsommermord erhielt 2008 den Radio-Eins-Hörspielkino-Publikumspreis.